# الضربات اليمنية على إسرائيل (نوفمبر حتى الآن)
في نوفمبر 2024، شهدت المنطقة تصعيداً في العمليات الحوثية ضد إسرائيل، حيث أعلنت جماعة الحوثي مسؤوليتها عن إطلاق صواريخ ومسيرات استهدفت تل أبيب ومناطق أخرى. بعض الصواريخ سقطت في مناطق مفتوحة، بينما اعترضت الدفاعات الجوية الإسرائيلية البعض الآخر وسط أضرار محدودة.

## الاحداث
في شهر نوفمبر 2024 تصعيداً غير مسبوق في الصراع الإقليمي، حيث انضمت جماعة الحوثي إلى المواجهة المباشرة ضد إسرائيل. استهدفت هجمات الحوثيين مواقع في تل أبيب باستخدام صواريخ باليستية وطائرات مسيرة، مما أدى إلى مقتل شخص وإصابة أربعة آخرين.

## الخط الزمني

### 8-9 نوفمبر
في 8 نوفمبر قال المتحدث باسم الجيش الإسرائيلي إنه تم اعتراض صاروخ أطلق من اليمن وتسبب بتفعيل صفارات الإنذار في منطقة البحر الميت والعربة، في حين جدد الحوثيون تعهدهم بمواصلة دعم المقاومة.
وأضافت أن اعتراض الصاروخ الباليستي الذي أطلق من اليمن تم باستخدام منظومة حيتس.
في 9 نوفمبر بثت جماعة أنصار الله (الحوثيين) صورا لما قالت إنها لحظة إسقاط مسيرة أميركية من نوع "إم كيو-تسعة" بصاروخ، أثناء قيامها بأعمال وصفتها بالعدائية في محافظة الجوف شمال شرق العاصمة صنعاء أمس الجمعة.
وأعلن الناطق العسكري باسم "أنصار الله" يحيى سريع، في بيان تلاه أمام مظاهرة تضامنية مع فلسطين ولبنان في صنعاء أمس الجمعة، أن قواتهم استهدفت قاعدة "نيفاتيم"، في النقب جنوب إسرائيل، بصاروخ باليستي فرط صوتي، وأكد أن الصاروخ الباليستي أصاب هدفه في هذه العملية.

### 10 نوفمبر
أعلن الجيش الإسرائيلي اليوم الاثنين، اعتراض 4 مسيرات أطلقت من العراق وصاروخ أطلق من اليمن.
وكانت «المقاومة الإسلامية في العراق» التي تضم فصائل موالية لإيران، قد أطلقت في وقت سابق اليوم مسؤوليتها عن شنّ أربع هجمات بمسيّرات ضد أهداف في شمال إسرائيل وجنوبها.

### 11 نوفمبر
اندلعت حرائق في منطقة بيت شيمش قرب مدينة القدس المحتلة، إثر سقوط شظايا صواريخ اعتراضية اليوم الاثنين
وأفادت هيئة البث الإسرائيلية الرسمية بأن الحرائق التي اندلعت في المنطقة الواقعة غرب مدينة القدس ناجمة عن سقوط شظايا صواريخ اعتراضية أطلقها الجيش الإسرائيلي لإسقاط صاروخ أطلق من اليمن.

### 19 نوفمبر
أفادت وسائل إعلام إسرائيلية، اليوم الاثنين، بأن قصفا صاروخيا استهدف تل أبيب الكبرى بينها منطقة قرب مجمع تجاري شرق تل أبيب، في حين أكدت مصادر طبية وقوع بعض الإصابات إحداها خطيرة.
وقالت المصادر ذاتها إنه سمع دوي 4 انفجارات في تل أبيب الكبرى، بينما قال الإسعاف الإسرائيلي إن 5 أشخاص أصيبوا أحدهم بجروح خطيرة في الاستهداف الصاروخي لتل أبيب.

### 21 نوفمبر
أعلن الجيش الإسرائيلي، الخميس، اعتراضه صاروخا أطلق من جهة اليمن نحو منطقتي غوش عتصيون والبحر الميت شرقا.

### 28 نوفمبر
أعلنت جماعة الحوثي في اليمن، الخميس، أنها ستستمر في شن الهجمات على إسرائيل، كما أكدت تعرض معاقل لها لغارات "أميركية بريطانية"
وأكد زعيم الجماعة عبد الملك الحوثي استمرار الهجمات التي يشنها الحوثيون "بالصواريخ والمسيّرات" على إسرائيل، غداة بدء سريان وقف لإطلاق النار بينها وبين حزب الله في لبنان.